# Кливлендское соглашение
Кливлендское соглашение (чеш. Clevelandská dohoda, словац. Clevelandská dohoda) — первый совместный письменный документ, подписанный представителями чехов и словаков в начале Первой мировой войны. Его целью, так же как и целью последующий подобных документов, было показать союзникам совместную борьбу двух народов за национальное освобождение против Австро-Венгрии.
Представители словаков соглашались подписать документ только если будущее чехо-словацкое государство будет федерацией.
После нескольких месяцев переговоров, соглашение было подписано 22 октября 1915 года в Кливленде, Северо-Американские Соединённые Штаты.
От чехов соглашение подписали представители Чешской национальной ассоциации Людвик Фишер и Йосеф Твржицкий-Крамер. От словаков представители Словацкой американской лиги Иван Дакснер и Альберт Павол Маматей.
Соглашение касалось условий для сотрудничества между чехами и словаками в рамках идеи чехословакизма и включало пять пунктов:
1. Провозглашение независимости Чешских земель и Словакии.
2. Объединение чешского и словацкого народов в федеративном союзном государстве с полной автономией Словакии, включая собственный парламент, собственное государственное управление, полную культурную самостоятельность, а также широкое использование словацкого языка и собственную финансово-политическую систему на словацком языке.
3. Всеобщее, прямое и тайное избирательное право.
4. Форма правления: персональная уния с демократической системой права, как в Англии.
5. Эти пункты составляют двухстороннее соглашение, и могут быть изменены, дополнены или расширены при согласии обеих сторон.

Чешская национальная ассоциация и Словацкая американская лига оставили за собой право на внесение изменений в данное соглашение.
Также стороны договорились создать специальный фонд и комитет для ведения переговоров с представителями южных славян.
Совместное Чехо-словацкое государство было создано 28 октября 1918 года, но федерацией оно стало только в 1968 году.